# Залесский, Адам Иосифович
Адам Иосифович Зале́сский (бел. Адам Іосіфавіч Залескі; 4 апреля 1912 — 4 августа 2002) — советский и белорусский историк, этнограф, педагог, общественный деятель. Доктор исторических наук (1963), профессор (1964).

## Биография
Родился в крестьянской семье в деревне Кимейки Сенненского уезда (ныне Сенненский район, Витебская область, Белоруссия). Окончил Минский педагогический институт (1940). В 1963 году защитил докторскую диссертацию (АН БССР; «Советский патриотизм крестьянства в условиях немецко-фашистской оккупации Белоруссии (1941—1944 гг.)»).
В 1937—1940 годах заместитель директора Минского педагогического училища.
Участник Великой Отечественной войны.
В 1945—1953 годах — преподаватель, декан Курского педагогического института. С 1953 года — заведующий сектором этнографии Института истории, с 1957 года — заместитель директора Института искусствоведения, этнографии и фольклора Академии наук Белорусской ССР. В 1970—1981 годах — в Институте истории Академии наук Белорусской ССР.

## Научная деятельность
Занимался исследованием истории Великой Отечественной войны, партизанского движения в Белоруссии, национальной политики в БССР.

## Общественная деятельность
На протяжении десяти лет возглавлял Минскую областную организацию «Знание». В 1994—2002 годах — председатель Белорусского республиканского объединения «Исторические знания».

## Награды
Награждён орденами Отечественной войны II степени и дважды — Красной Звезды, медалями.